# Aeródromo de Punta Colorada
El Aeródromo de Punta Colorada (Código IATA: PCO, Código OACI:MMPL, Código DGAC:PCL) es un aeródromo privado de uso público ubicado 5 km al este-sureste de La Ribera, y es operado por Hotel Punta Colorada S.A. Cuenta con una pista de aterrizaje sin pavimentar de 695 metrs de largo y 28 metros de ancho además de una plataforma de aviación de 3600 metros cuadrados (30 x 120). Es utilizada solo para aviación general.

## Accidentes e incidentes
- El 16 de julio de 2008 aterrizó de emergencia en éste aeródromo la aeronave Lancair IV con matrícula XB-IWG procedente del Aeropuerto de La Paz, la aeronave tenía como destino final el Aeropuerto de San José del Cabo. La aeronave se incendió al aterrizar y sus dos coupantes resultaron ilesos.[1][2][3]